# Жид
Жид (др.-рус. жидъ, жидинъ, жидовинъ, ст.‑слав. жидовинъ) — славянская форма греч. ᾽Ιουδαῖος, лат. judaeus (иудей); у славянских народов народное название евреев; в русском языке устаревшее народное обозначение еврея; также имело ряд производных значений (скупец, скряга и др.); в современном русском языке уничижительное обозначение обычно еврея.
В российском законодательстве слово «жид» в отношении еврея сохранялось до конца XVIII века. В официальных российских документах XVII века употреблялось также название «жидовин». В русской прогрессивной печати слово «жид» исчезает начиная с воцарения Александра II. По состоянию на начало XX века употребление слова «жид» было обычным в украинской и русинской печати.
В современном русском языке слово «жид» приобрело негативную коннотацию (шовинистический, черносотенно-погромный характер), и обычно употребляется антисемитами. На английский язык русское слово «жид» может переводиться как «kike».

## Этимология
Название было достоверно известно славянам с IX века.
Согласно лингвисту Максу Фасмеру, слово заимствовано через балкано-романские языки из итал. giudeo «еврей», лат. judaeus; ǰu- дало žy-, затем ži-; -овинъ производно из -ео. Филолог Георге Богач предполагал ретороманское посредство.
Ввиду известности слова славянам в IX веке, предположение о заимствовании из нем. Jüd, которое испытало влияние русского ждать, отвергается. Непонятным кажется и кельт. посредничество (см. Шахматов, AfslPh 33, 95). Филолог Ф. Е. Корш отклоняет романскую версию, с точки зрения Фасмера, без достаточных оснований. Корш пытался установить хазарскую этимологию: из др.-евр. jǝhūdī‬, ср. араб. jahūdī‎ или перс. ǰuhūd‎, тюрк. čufut, čyvut, čуvуt, в древности также *džihut, перс. *džihüd‎. Фасмер отмечает, что для этого предположения нет надёжных хронологических указаний; кроме того, эта версия не может объяснить широкое распространение слова у западных славян, а также формант -ов-.

## В средневековой Руси
В памятниках Киевской Руси (жидъ, жидинъ, жидовинъ) встречается, в частности, в Остромировом Евангелии, Минеи 1097 года и др.
В старославянском языке и древнерусском слово служило нормативным этнонимом для иудеев, в том числе живших в Хазарском каганате и в Киевской Руси. В единственном числе употреблялась также форма жидови́нъ, она используется в таких древних памятниках на глаголице, как Зографское Евангелие, Мариинское Евангелие, Ассеманиево Евангелие и на кириллице: Остромирово Евангелие и Архангельское Евангелие; слова «жидови́нъ», «жи́дове» (множественное число от «жидовин»), «жидо́вский» используются и в настоящее время на богослужениях Православной церкви. В так называемом «Слове философа» — отрывке из «Повести временных лет», история о Моисее пересказывается так:

Въ си же времена родисѧ Моисѣй въ жидехъ, и рѣша волъсви егѵпетьстии цесарю, ѧко «родилъсѧ есть дѣтищь въ жидохъ, иже хощеть погубити Егѵпетъ». Ту абье повелѣ цесарь ражающаѧсѧ дѣти жидовьскыѧ вмѣтати въ рѣку.
Относительно современности летописи различали жидовинов и жидов хазарских. От этого времени остались многочисленные топонимы на Украине, как, например, Жидовские ворота в Киеве. Нейтральное значение слово сохраняло как минимум до XV века, что зафиксировано в своде Библии св. Геннадия Новгородского.
В конце XII века известно и бранное употребление этого слова, в одном ряду со словом «еретик», но при этом связанное не конкретно со словом жидъ (в противопоставление некоторому нейтральному обозначению), а с данной религией и этносом как таковыми. Именно, в «Повести об убиении Андрея Боголюбского» его произносит верный убитому князю Кузьма Киевлянин, укоряя им одного из заговорщиков — Ясина Анбала (по национальности ясина, то есть осетина), который выразил намерение «выверечи» (выбросить) тело князя псам: «О еретиче! уже псомъ выверечи! Помнишь ли, жидовине, вь которых порътѣхъ пришелъ бяшеть? Ты нынѣ в оксамитѣ стоиши, а князь нагъ лежить…». Здесь проводится сравнение заговорщика с христоубийцами, которое автор несколько выше проводит уже от своего имени: организатор заговора Яким Кучкович выступает, «вопия кь братьи своеи, къ злымъ свѣтникомъ, якоже Июда къ жидомъ». Для автора «жидъ» — символ и носитель самого страшного греха. Уже в первом оригинальном памятнике древнерусской литературы — «Слове о законе и благодати» — евреи, именуемые на книжный манер иудеями, в соответствии с христианским учением описываются как народ, отринутый и проклятый Богом за его отвержение Христовой истины, тогда как христиане вообще и русские в частности — как «новый Израиль», унаследовавший богоизбранность проклятого и рассеянного по лицу земли «Израиля ветхого».
«Жид» в качестве презрительного обозначения появилось, когда вместе со средневековой религиозной письменностью в Московскую и Южную Русь вошло представление, что еврей является коварным, низким существом, что отражено в ряде пословиц и поговорок.

## В славянском фольклоре
Русская былина о жидовине, сербские песни о Джидовине, Джидиге-исполине и болгарские предания о жидах-гигантах представляют персонажа по имени Жидовин в качестве необыкновенного исполина, с которым воюет Илия-змееборец. Одна сербская сказка рассказывает о жиде — великане-людоеде (Вук Караджич, 45). Болгарские легенды упоминают великанов-людоедов, иногда одноглазых, называемых латини, елини, джидове, джидовци. В народных представлениях южных славян евреи выступают людоедами. Типологической параллелью этих сюжетов является кровавый навет.
Современные болгарские предания изображают жидов первыми людьми на свете, которые вышли из земли подобно грибам. Они были высокими и крупными, ходили, спотыкались, падали и не могли больше встать. Особо они запинались о Кепину (ежевик), поэтому кланялись ей и приносили жертву. Они не боялись грома. Когда змеи стреляли с высоты огненными стрелами, жиды клали себе на голову камень и приговаривали: «Каменная у меня голова! что ты со мной поделаешь!». Видя, что эти создания спотыкаются, падают и не имеют сил подняться, Бог извëл их.
Илиев выводил славянское народное представление о жиде-исполине из народного христианского обобщения, согласно которому евреи были первыми людьми, созданные Богом и от них пошли другие народы. Первые люди в народном сознании представлялись исполинами. Мотив о жидах как врагах появился из другого христианского представления о евреях как гонителях Христа. Таким способом эпический образ великана и богатыря Жида мог одинаково сформироваться в русском, сербском и болгарском фольклоре. У русских мотив соединился с образом жидовина-хазарина, у болгар — с образом местных евреев, которые в народных представлениях воспринимаются как союзники турок. Рассказывается, что в Житове или Жидове-гробе у Тырнова похоронен «жид», который предал город туркам.
Если эпические фольклорные жанры и легенды повествуют об однозначно «чужих» — жидова, жидовики-некрещеники, то фольклорные нарративы и мемораты говорят об этнических соседях-евреях, используя слова еврейчик, жидок, жидовочка, Żydek, Židáčik. Исходя из контекста, эти наименования являются не фамильярными и не носят пейоративного оттенка, а означают сокращение дистанции, просто «чужие» становятся «своими чужими». Коррекция стереотипов, которая обусловлена непосредственными контактами разных культур, является органичной для культуры полиэтничных регионов, где «жыд — такi самы чалавек, як i я. Ён мне брат» (Гродненская  область).

## Новое и Новейшее время
У славянских народов является народным названием евреев при наличии других терминов (болг. евреин у болгар, пол. starozakonny у поляков и др.).

### В русском языке
В 1787 году при посещении Екатериной II города Шклова во время поездки на юг по протекции князя Григория Потёмкина ею был принят Иошуа Цейтлин с прошением от шкловских иудеев о прекращении употребления в официальных документах унизительного для них слова «жиды». Екатерина дала согласие на это, предписав использовать в официальных бумагах Российской империи только слово «евреи».
В русской прогрессивной печати название слово «жид» исчезло с начала царствования Александра II. Когда в 1861 году малороссийский журнал «Основа» стал употреблять слово, это вызвало в печати и обществе большой протест. Редакция журнала выступила с разъяснением, что в народном украинском представлении это слово не имеет общего с бранным термином.
В течение XIX века слово жид, как и другие оскорбительные этнонимы, было постепенно изъято из официального словопользования в Российской империи, но долгое время оставалось общераспространённым в бытовой лексике, в первой половине века — и среди высших классов, неся (хотя и не обязательно) высокомерно-пренебрежительный оттенок. Однако по мере, с одной стороны, роста антисемитизма, а с другой — подъёма самосознания евреев, к концу века выражение стало считаться грубо-оскорбительным и совершенно недопустимым в интеллигентном обществе.
По данным Национального корпуса русского языка, слова жид и еврей, и производные от них, в литературном языке сосуществовали в течение XVIII—XIX веков, причём до последней четверти XIX века форма жид была основной, а в 1870-х основной стала форма еврей; к концу 1920-х форма жид стала редкой.
Литературной нормой для большинства случаев словоупотребления в русском языке стало еврей для определения национальности и иудей для религиозной принадлежности, за исключением нескольких устоявшихся идиом, например «вечный жид». При этом в народе слово жид использовалось, как и прежде, в прямом этническом смысле. Кроме того, оно развило дополнительное значение «скряга», что подтверждается словарём Даля. По мнению научного редактора Краткой еврейской энциклопедии Абрама Торпусмана, к концу XIX века «словоупотребление еврей — жид разграничилось политически: социалисты и либералы пользовались только „официальным“, нейтральным (и с некоторым оттенком уважительности) термином еврей, а националисты, монархисты и консерваторы — „народным“ и очень неприязненным жид».
До революции 1917 года слово «жид» оставалось употребительным в разговорном русском языке, и входило в академические словари; некоторые словари давали его без дополнительных помет (старинное/народное/презрительное), например — «Краткий толковый словарь русского языка» 1913, издания 1915 и 1916 год Петра Стояна: 1) «Жидъ — еврей, израелитъ, иудей. 2) бран. скряга, живодёръ, ростовщикъ 3) клякса». Слово «жид» и его производные продолжало употребляться и в русской литературе, например, вышедший в 1882 году перевод пьесы Кристофера Марло назывался «Мальтийский жид». Опера Ж. Галеви (J.Halevy) фр. La Juive была известна как «Жидовка».
После революции 1917 года в РСФСР, а затем в СССР в 1920—1930-х годах большевики начали кампанию борьбы с антисемитизмом; употребление слова жид и его производных не было запрещено каким-либо специальным указом, но сначала в 1918 году был принят закон об антисемитской и погромной деятельности, в котором было записано: «Совет Народных Комиссаров объявляет антисемитское движение опасностью для дела рабочей и крестьянской революции». В 1922 году введена ещё и 83-я статья Уголовного кодекса: «Агитация и пропаганда всякого рода… в возбуждении национальной вражды и розни, карается — лишением свободы на срок не ниже одного года со строгой изоляцией». Слово «жид», имеющее двусмысленный характер (второе значение: «скряга», «живодёр»), воспринималось оскорбительным и его употребление под тяжестью вышеперечисленных законов было изъято полностью из официального обращения (газеты, собрания, учебные заведения и т. п.), а кроме того, его употребление на бытовом уровне не приветствовалось.
20 ноября 1923 года поэты Сергей Есенин, Пётр Орешин, Сергей Клычков, Алексей Ганин в пивной вели разговоры о засилье жидов (постоянно употребляя это слово) в литературе, в органах власти, называя известные имена. Сидевший за соседним столиком еврей Родкин, услышав эти разговоры, посчитал их оскорбительными и пожаловался сотруднику милиции, после чего поэты были доставлены в отделение милиции. Затем 10 декабря над ними состоялся товарищеский суд, на котором поэты объясняли, что их беседа не носила антисемитского характера, а слово «жид» они считали вполне допустимым. Поэтов оправдали, суд широко освещался в печати и носил политический и воспитательный характер для общества в рамках компании борьбы с антисемитизмом.
Во второй четверти XX века в русском языке, в отличие от западнославянских языков, употребление слова «жид» в словарях имеет бранный, презрительный и антисемитский характер. Политическая (а именно «черносотенная») окраска слова обозначена также в составленном в то время словаре русского языка Ушакова. В целях цензуры из Словаря Даля 1955 года издания была изъята статья «жид»
. В 1942 году генерал Алексей Жидов по «пожеланию» Иосифа Сталина сменил фамилию на Жадов.
В 2013 году православный священник из Саратова, назвавший одно из имён «жидовским», был отстранён от службы на два месяца.

### В украинском языке
В украинском языке от слова жид официально отказались во время Центральной рады и Директории. Нормативный орфографический словарь Г. Голоскевича (1929) не содержит слова жид. Существуют переводы Библии, в которых «Послание к Евреям» переводится как «до Жидів». На Западной Украине термин «жид» в нейтральном смысле был общеупотребительным до середины XX века.
В декабре 2012 года, после того как депутат Верховной рады от объединения «Свобода» Игорь Мирошниченко назвал «жидовкой» бывшую жительницу Украины актрису Милу Кунис, а затем Мирошниченко и его коллега Ирина Фарион заявили, что «слова „жид“, „жидовка“ и „жидовочка“ правильные слова для называния на украинском языке евреев», руководитель медиа-проекта «Киев еврейский» Элеонора Гройсман обратилась с соответствующим запросом в министерство юстиции Украины. В полученном ею ответе было сказано, что

Проведённый Министерством юстиции анализ не выявил применение в актах законодательства Украины терминов «жиды», «жид» и «жидовка», а также норм, которыми бы запрещалось употребление указанных слов.

Вместе с тем, в актах законодательства Украины употребляются термины «еврейский», «лица еврейской национальности», «евреи».

### В белорусском языке
В белорусском языке слово жыд ранее считалось допустимым, в том числе в речи самих евреев — например, его использовали писатель еврейского происхождения Змитрок Бядуля. Янка Купала написал стихотворение Жиды. В местных диалектах, употреблялось ещё в XX веке, как обозначение человека еврейской национальности. В последующее время не употребляется как нормативный этноним. В советское время слово жыд исключалось из текста классической белорусской поэмы «Тарас на Парнасе». В современной литературной норме употребляется слово яўрэй, в неофициальной дореформенной — габрэй.

### Нейтральное значение в западнославянских и соседних языках
В польском (żyd), словацком (žid), чешском языках (žid), литовском (žydas), венгерском (zsidó), русинско-лемковском (Жыд) этимологическое соответствие русскому слову жид означает как «еврей», так и «иудей» (иногда с орфографическим разграничением — в польском и чешском это слово пишется с большой буквы в этническом значении и с маленькой — в религиозном), и не имеет негативного оттенка.
В ряде городов имеется или имелась улица с названием Жидовская — в Киеве, Братиславе, Дубровнике, Любляне, Мариборе, Пинске (в 1920-х гг.) и др.

## Названия отjudaeusв других языках
К лат. judaeus восходят также нейтральные обозначения евреев и/или иудеев во многих других европейских языках: нем. Jude, фр. juif, англ. Jew, исп. judío, уже упоминавшееся итал. giudeo, эст. juut и др.
В румынском языке слово jidan (жида́н) в этническом употреблении является бранным и простонародным.
Самоназвание евреев на иврите — ивр. יהודי‎ (йеһуди, йеһудим). Того же корня самоназвание на идише — ייד (произносится как «йид»), мн.ч. идиш יידן‎ («йидн»); жен. род идиш ייִדישקע‎ («йи́дишке»).

## Паремии и другие выражения
Словарь Даля зафиксировал ряд русских народных паремий в отношении «жидов»: «Евpей, не видал ли ты жида?» — дразнилка в отношении евреев. «На всякого миpянина по семи жидовинов. Живи что бpат, а тоpгуйся как жид. Жид кpещеный, недpуг пpимеpенный, да волк коpмленный. Родом двоpянин, а делами жидовин. Мужик сделан, что овин, а сбойлив, что жидовин. Пpоводила мужа за овин, да и пpощай жидовин. Не пpикасайтесь чеpти к двоpянам, а жиды к самаpянам».
Настороженное отношение к иноверцам, инородцам в народной среде проявляется в эмоциональных эпитетах, например, укр. бисовi жиди; недовiрок, невiра — «еврей, иудей»; Иродове кодло; гаспидьска живода; невiрний гiрш жида, або турка (о евреях).
Устойчивым стереотипом является запах «чужого». Со Средневековья известны общеевропейские представления о лат. foetor judaicus — «еврейском зловонии». Так, согласно украинской паремии, «Жид жидом завсегда смердить».

## Производные значения
Ряд производных выражений из словаря Даля: Жид — скупой, скpяга, коpыстный скупец. Жидомор, жидоморка — «еврейская» душа или коpыстный скупец. «Жидовать, жидоморничать, жидоморить — жить и поступать жидомоpом, скpяжничать»; добывать деньги через вымогательство, недоплату и дp. Жидюкать, —ся — pугать кого-либо жидом.
Аналогично в других языках: англ. to jew «обдурить», исп. judeo «мошенник», в настоящее время избегаемые как оскорбительные. Так, Майкл Джексон в 1990-е годы вызвал скандал песней They Don’t Care About Us, где были слова: jew me, sue me.
Жидовство или жидовщина — иудейский закон или быт. Жидовствовать — придерживаться этого закона. Отсюда ересь жидовствующих или субботников.
Жидовской смолой назывались асфальт, земляная, каменная, горная, ископаемая смола. Жидовской вишней — растение Physalis alkekendi. Жидовская корова — (хеpс.) коза. Жидо́вник — сиб. золотарник, куст Garagana pygmaea; сиб. терновник, чемыш, чемша Halimodendron argenteun; дрëмка Pericloca; бисерник, калмыцкий ладан, гребенщик, бисерный куст, божье дерево, болчин Tamarix gallica. Жидовинник астр. — куст чемша, чамыш, разные виды Tamarix. «Слобожане (вятск.) жидокопы, искали деньги в могиле жида».
В польско-украинских поверьях удод — «жидовская зозуля», «птица царя Соломона», может считаться «еврейской» птицей по ряду своих «признаков».
Славянской народной традиции известна лихорадка-«жидовка», очень зловредная болезнь, не поддающаяся лечению обычными средствами. Украинцы и русские на юге России объясняют её следующим образом: когда Иродиаде принесли на блюде голову Ионанна Крестителя, та от ужаса впервые затряслась в лихорадке. Помогают от неё изображение некого «жидовского бога» или растирание освящённым салом — средством, неприемлемым для евреев.